# Flex Like Ouu
Flex Like Ouu è un singolo del rapper statunitense Lil Pump, pubblicato il 14 marzo 2017. 

## Tracce
1. Flex Like Ouu – 1:49